# Grosvenor Mountains
Le Grosvenor Mountains sono un gruppo montuoso costituito da picchi e nunatak molto diffusi, che si innalzano al di sopra dell'Altopiano Antartico a est della testata del Ghiacciaio Mill e che si estendono dal Monte Pratt a nord al Monte Raymond a sud, e dall'Otway Massif a nordovest fino al Larkman Nunatak a sudest.
Fanno parte dei Monti della Regina Maud, in Antartide.
Furono scoperti nel novembre 1929 dal Retroammiraglio Richard E. Byrd durante il volo verso il Polo Sud della sua spedizione polare (Byrd Antarctic Expedition (ByrdAE). La denominazione fu assegnata dallo stesso Byrd in onore di Gilbert Hovey Grosvenor, presidente della National Geographic Society che aveva contribuito al finanziamento della spedizione. Sembra che molti dei picchi in vicinanza del Monte Raymond fossero già stati osservati da Ernest Shackleton nel 1908, ma che siano stati considerati come una continuazione del Dominion Range.

## Elevazioni importanti
- Aitken Nunatak
- Block Peak
- Hayman Nunataks
- Johnston Heights
- Larkman Nunatak
- Mauger Nunatak
- Monte Block
- Monte Bumstead
- Monte Cecily
- Monte Pratt
- Monte Raymond
- Otway Massif